# Proteuxoa microspila
Proteuxoa microspila là một loài bướm đêm thuộc họ Noctuidae. Nó được tìm thấy ở Lãnh thổ Thủ đô Úc, New South Wales, Queensland, Nam Úc, Tasmania và Victoria.